# St. Märgen
St. Märgen (Santa Margarita) es un municipio en el distrito de Brisgovia-Alta Selva Negra en Baden-Wurtemberg, Alemania. Es un balneario climático y también un lugar de peregrinación donde se encuentra allí un santuario, la iglesia de la Asunción de Santa María.

## Glashütte
Glashütte forma parte de St. Märgen desde hace 1936.

## Thurner
Aldea y monte al sur del municipio.